# Trzechel
Trzechel [pronunciación en polaco: /ˈtʂɛxɛl/] (en alemán: Trechel) es un pueblo ubicado en el distrito administrativo de Gmina Nowogard, dentro del condado de Goleniów, Voivodato de Pomerania Occidental, en el noroeste de Polonia. Se encuentra a unos 13 kilómetros al noroeste de Nowogard, a 23 kilómetros al noreste de Goleniów, y a 44 kilómetros al noreste de la capital regional Szczecin.